# Dommartin-lès-Cuiseaux
Dommartin-lès-Cuiseaux è un comune francese di 807 abitanti situato nel dipartimento della Saona e Loira nella regione della Borgogna-Franca Contea.

## Società

### Evoluzione demografica
Abitanti censiti